# Дзвінкий глотковий дрижачий
Дзвінкий надгортанний фрикативний — приголосний звук, що існує в деяких мовах. У Міжнародному фонетичному алфавіті записується як ⟨ʢ⟩.